# Eutzsch
Eutzsch este o comună din landul Saxonia-Anhalt, Germania.